# Обудський університет
Обудський університет (угор. Óbudai Egyetem, лат. Universitas Budensis) — вищий технічний навчальний заклад Будапешта, заснований у 2000 році як Будапештський технікум (угор. Budapesti Műszaki Főiskola). У 2010 році університет був перейменований на честь стародавнього міста — а сьогодні району угорської столиці — Обуди. Навчальний центр був створений шляхом об'єднання трьох політехнічних інститутів: технічного коледжу Доната Банкі, технічного коледжу Кальмана Кандо, коледжу легкої промисловості. Маючи майже 13 000 студентів, Обудський університет є одним з найбільших технічних університетів країни.
Студенти інженерних спеціальностей, що успішно закінчили ЗВО, отримують диплом, визнаний на міжнародному рівні. Серед викладачів університету 40 % мають ступінь кандидата наук. Університет має широкі міжнародні зв'язки: на стажування в інші країни Європи щорічно відправляються понад сто студентів.

## Історія
В кінці 1370 року угорський король Людовик I Великий розпочав масштабне будівництво будівлі майбутнього університету, а в 1408 році у нього переїхав суд і ряд придворних установ Буди. Ще 6 жовтня 1395 року, на прохання місцевої влади, Папа Римський Боніфацій IX видав указ про заснування Університету Обуди: було надано дозвіл створити університет з чотирма факультетами. Новий ЗВО включав факультети теології, канонічного права, медицини і гуманітарних наук. З моменту свого заснування Обудський університет був тісно пов'язаний з новими кафедрами Віденського університету.
У 1402 році в Буді виник громадський рух за демократизацію міського управління. Керівники «повстання» були пов'язані з університетом, внаслідок чого імператор Священної Римської імперії Сигізмунд в 1403 році закрив університет, який був заново відкритий тільки через сім років: указ про відтворення університету в Обуді підписав 1 серпня 1410 року антипапа Іоанн XXIII. Чотири класичні факультети навчального закладу отримали повні привілеї, якими користувалися інші великі європейські університети того часу.

## Факультети та спеціальності

### Факультет машинознавства та безпеки
Факультет машинознавства та безпеки був заснований у 1879 році в Будапешті — в Державному центральному промисловому училищі. Нові вимоги промисловості того часу створили попит на фахівців середньої ланки: освічених майстрів і ремісників. Серед студентів факультету ряд отримав світову популярність у своїх галузях: зокрема, Йозеф Ґаламб (Galamb József), був дизайнером знаменитого автомобіля Ford Model T. Між 1914 і 1916 роками, внаслідок Першої світової війни, механічні майстерні факультету використовувалися для виробництва боєприпасів. Велика депресія 1929 року сильно позначилася на факультеті — насамперед, у фінансовому плані. Повільний процес відновлення був перерваний початком Другої світової війни. Результатом реформи угорського освіти, яка відбулася після Другої світової війни, стало переведення сьогоднішнього факультету в статус інженерної школи.

### Факультет електротехніки
Сьогодні[коли?] на факультеті електротехніки можна отримати ступінь бакалавра — причому, як угорською, так і англійською мовами — у сфері електроніки й електротехніки. Крім того, на факультеті також можна пройти додаткові навчальні курси за спеціальністю «медіа-технології в електротехніці». Майбутні інженери можуть обирати одну або кілька спеціальностей, які викладаються на факультеті.

### Факультет інформаційних технологій
Факультет інформаційних технологій ставить своєю метою забезпечити талановитих місцевих і іноземних студентів конкурентоспроможною (на європейському просторі) вищою освітою у сфері ІТ. На факультеті діють бакалаврські, магістерські та докторські (Ph.D.) програми, що відповідають поточним потребам ринку.

### Економічний факультет
Факультет бізнес-менеджменту, маркетингу і продажів у сфері промислового виробництва, кампуси якого розташовуються в Будапешті і Секешфегерварі, дозволяє отримати вищу освіту у сфері менеджменту.

### Факультет інженерної екології
Персонал факультету інженерної екології становить 120 осіб, які навчають близько 2000 очних, заочних і «дистанційних» студентів в галузі промислового проектування виробів, машинобудування, легкої промисловості і спеціальностей у сфері захисту навколишнього середовища.

### Інженерний факультет
Кампус інженерного факультету розташований в Секешфегерварі. Даний навчальний підрозділ було створено в 2014 році внаслідок злиття колишнього університету Arek і факультету геоінформатики Університету Західної Угорщини. Сьогодні на факультеті навчається близько тисячі студентів.